# Samedis communistes
Cet article traite des Samedis communistes ou Subbotniki ; pour les communautés religieuses russes d'origine chrétiennes et ralliées au judaïsme, voir Subbotniks

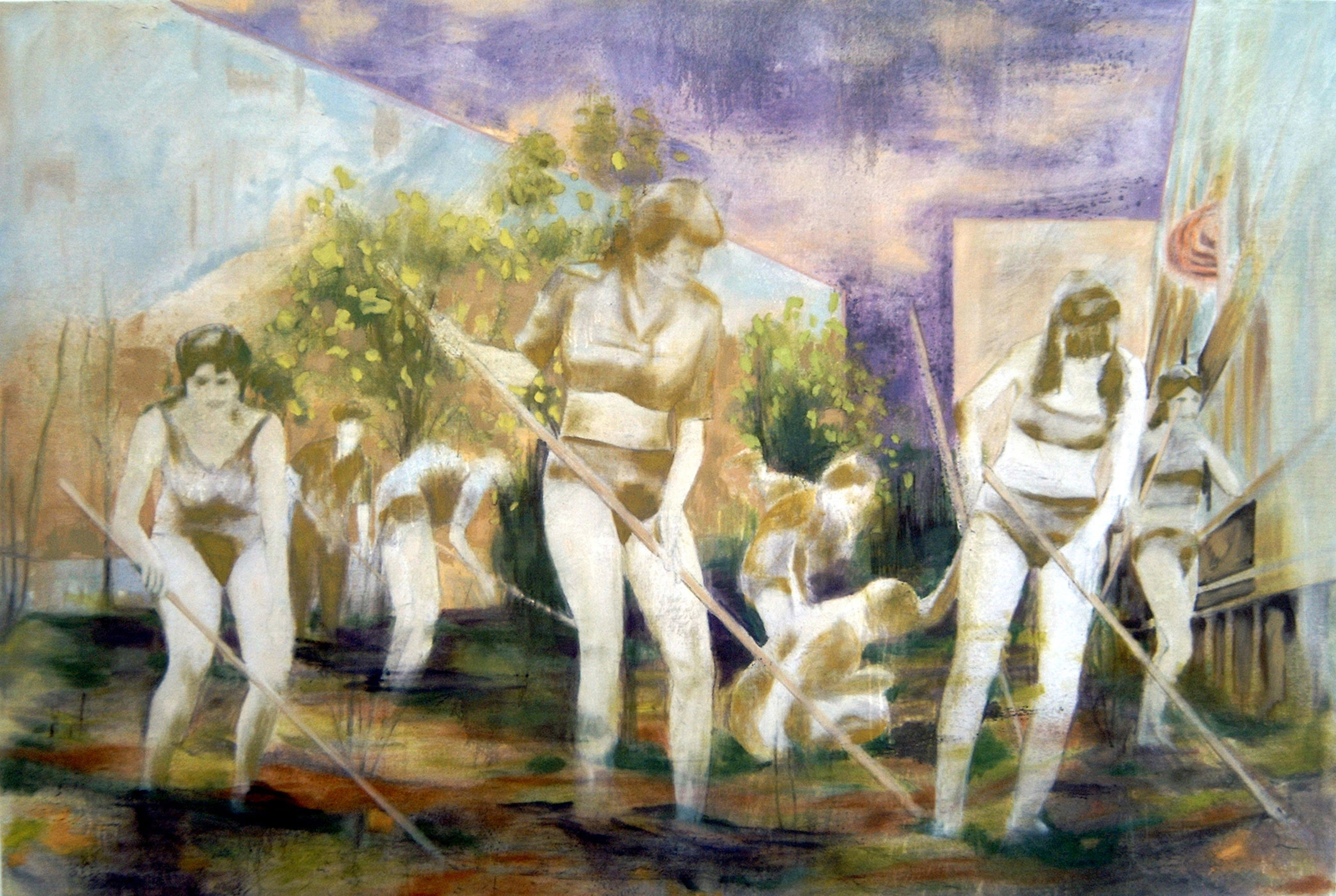
Soubbotnik par, 2004

Les samedis communistes, ou soubbotniki  (singulier : soubbotnik) sont les samedis (en russe : суббота, soubbota) durant lesquels les volontaires travaillent bénévolement.
Ils sont instaurés et encouragés par le pouvoir soviétique dans les premiers temps de la Russie soviétique (1919) et dans le cadre du « communisme de guerre ». Ses pays satellites reprennent également cette tradition. De nos jours, les Subbotniki rassemblent des volontaires lors de journées de travail communautaire dans les espaces publics.

## Historique

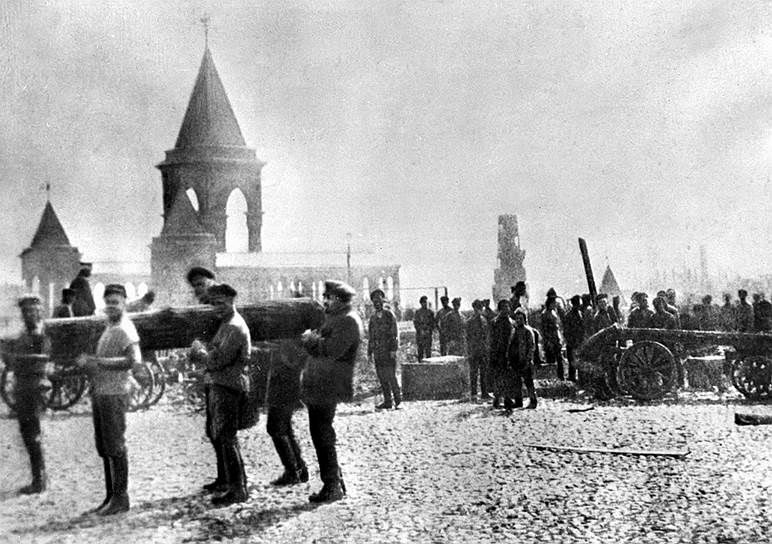
Lénine au Soubbotnik dans l'enceinte du Kremlin, Moscou, 1920

Les soubbotniki ou samedis communistes sont nés en 1919 ; Lénine en parle dans sa brochure La Grande Initiative du 28 juin 1919, où il appelle les subbotniki « les réels débuts du communisme ». Ils s'inscrivent à l'origine dans les efforts du communisme de guerre.
L'idée vient à Lénine quand le 12 avril 1919, les ouvriers du dépôt de chemins de fer Moscou-Sortirovotchnaïa sur la ligne Moscou-Kazan réparent, sans se faire payer et en dehors de leurs heures de travail, les trois locomotives d'un convoi militaire nécessaire sur le front de l'Est,. 
Le premier samedi communiste panrusse eut lieu le 1er mai 1920. Des actions symboliques du « travail libéré et joyeux » se déroulent sur la place du Palais d’Hiver (où l'enceinte est détruite) et sur le Champ de Mars (où l'on plante des arbustes) à Petrograd. Lénine participa lui-même aux travaux de déblaiement d'un chantier au Kremlin de Moscou, scène immortalisée par un célèbre tableau de Vladimir Krikhatsky, qui montre le dirigeant soviétique en train de porter une lourde poutre de bois, inspiré de la photographie ci-contre. À la suite de cela, la pratique est institutionnalisée en Union soviétique et elle se poursuit actuellement régulièrement en Biélorussie.
Les travailleurs communistes ou sympathisants travaillent gratuitement ces jours-là, au-dehors des heures rémunérées (car le samedi était une journée travaillée) ou en offrant le salaire de ce jour, afin d'aider à l'« exaltante édification du socialisme ». 
Les travaux effectués sont de divers ordres : nettoyage des rues, de l’espace urbain et du lieu de travail (ramassage des ordures dans les parcs publics, repeinte des bancs et des clôtures, recouvrement des arbres de chaux, nettoyage des monuments…) ou main-d'œuvre supplémentaire dans les kolkhozes et sovkhozes.
À l'apogée du pouvoir soviétique, le soubbotnik annuel obligatoire est institué et appelé « soubbotnik de Lénine » (Leninskii soubbotnik). Il devait se tenir le 22 avril, date que Khrouchtchev avait entre-temps fait fête nationale en l'honneur de Lénine. Le 12 avril 1969, pour célébrer le 50e anniversaire du premier soubbotnik, l'Union soviétique relance le concept et des millions de citoyens se portent volontaires pour un travail supplémentaire au moins jusqu'en 1971. 
La participation aux soubbotniki a été massive : selon la sociologue Christel Lane, en 1975, environ 140 millions de personnes y auraient pris part – sur une population totale de 240 millions d’habitants, et encore en 1981, 119 millions de personnes.
La Grande Encyclopédie soviétique indique que « la fréquence des soubbotniki communistes n’a jamais été stable. Parfois, on organisait des subbotniki toutes les fins de semaines, tandis que l’année suivante, il n’y en avait que quelques-uns »
Certains pays communistes adoptèrent l'habitude des soubbotniki, telle que la R.D.A., et soumirent également la population à des pressions pour sa participation « observée et enregistrée ». En Tchécoslovaquie, le nom donné à ces journées d'actions collectives non-rémunérées était (en) Action Z, qui ont organisé des travaux à grande échelle et permis à l'Etat l'économie de milliards de couronnes,.
Dans la même veine, il y eut aussi les dimanches communistes, les voskresniki (du russe voskresenye qui signifie dimanche).

### De nos jours
Ces dernières années en Biélorussie post soviétique, « les soubbotniki républicains ⟨ont été⟩ consacrés à l’édification de la bibliothèque nationale en 2003 ; à la restauration du mémorial de Khatyn  en 2004 ; à celle des monuments commémorant les sacrifices des Soviétiques lors de la Grande Guerre patriotique en 2005 ; à la construction du complexe sportif et culturel Minsk-Arena en 2006 et 2008 ; à la rénovation de l’hôpital des enfants Zoubrenok, des bâtiments des écoles et à la construction d’orphelinats en 2007. Lors de ces soubbotniki nationaux, plusieurs millions de personnes sont mobilisées ».

De nos jours en Russie, il existe encore des missions Soubbotnik dans certaines villes, mais cela se produit sans pression, véritablement sur une base volontaire et tourne souvent autour de la collecte des ordures et des matières recyclables, le nettoyage des espaces publics ou la fixation d'équipements publics,. L'inscrivant dans une démarche contemporaine, le soubbotnik devient un « flashmob » deux samedis de chaque saison. 

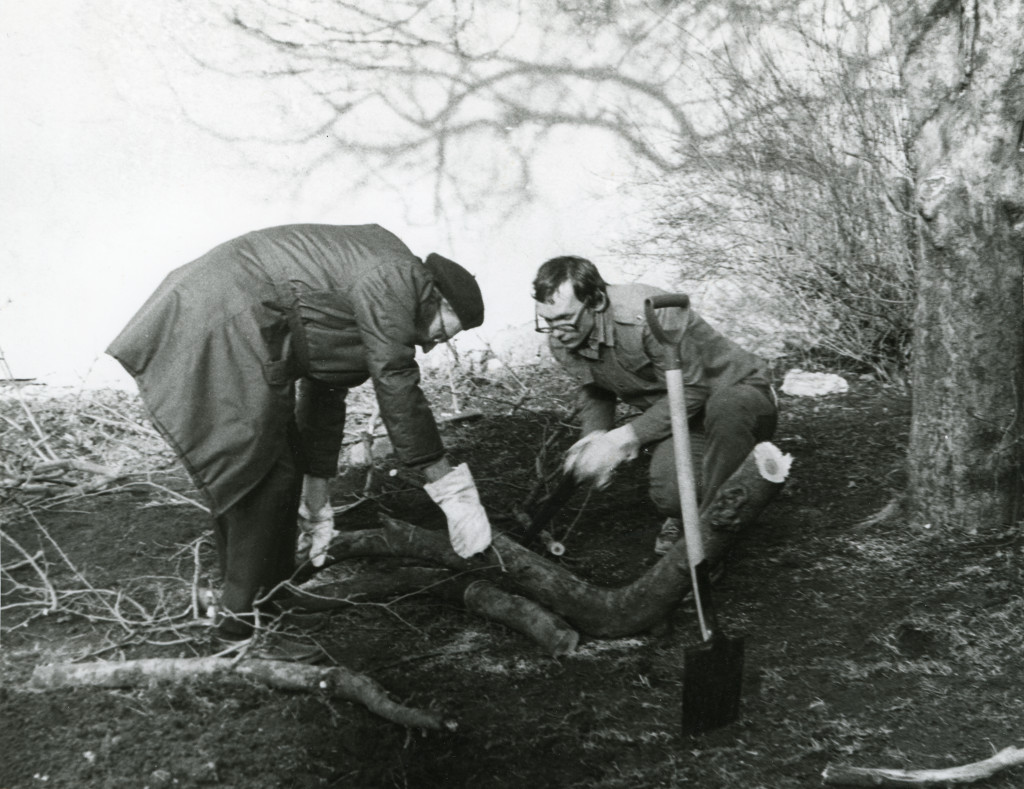
Personnel de l'institut d'histoire du parti lors de travaux d'un soubbotnik communiste, Estonie, années 1970
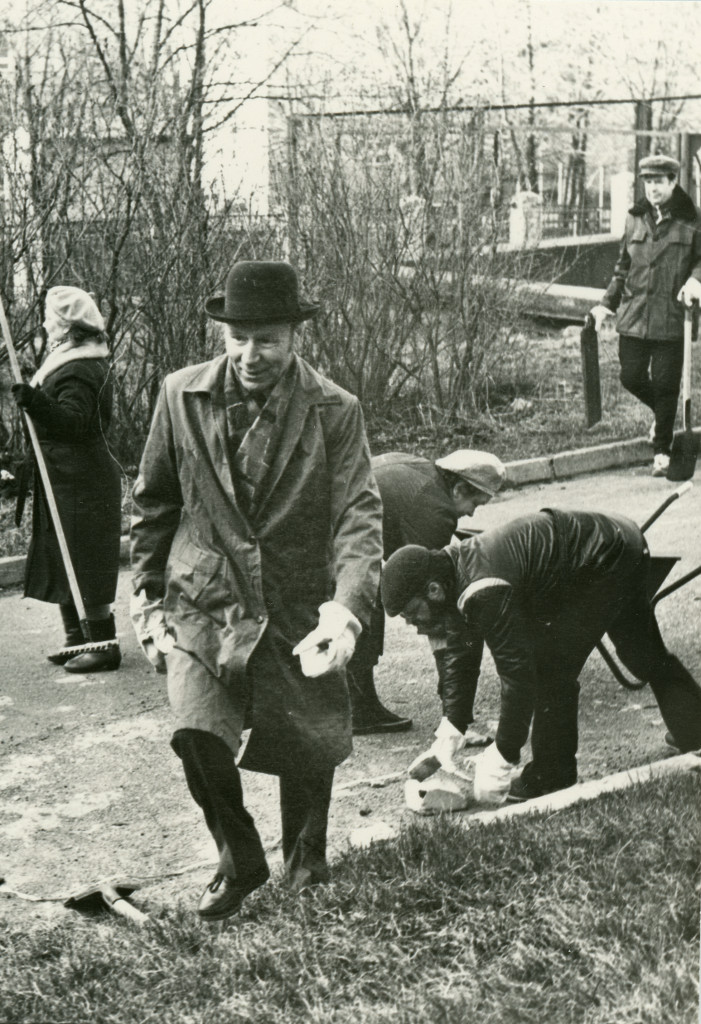
Personnel de l'institut d'histoire du parti lors de travaux d'un soubbotnik communiste, en Estonie dans les années 1970.
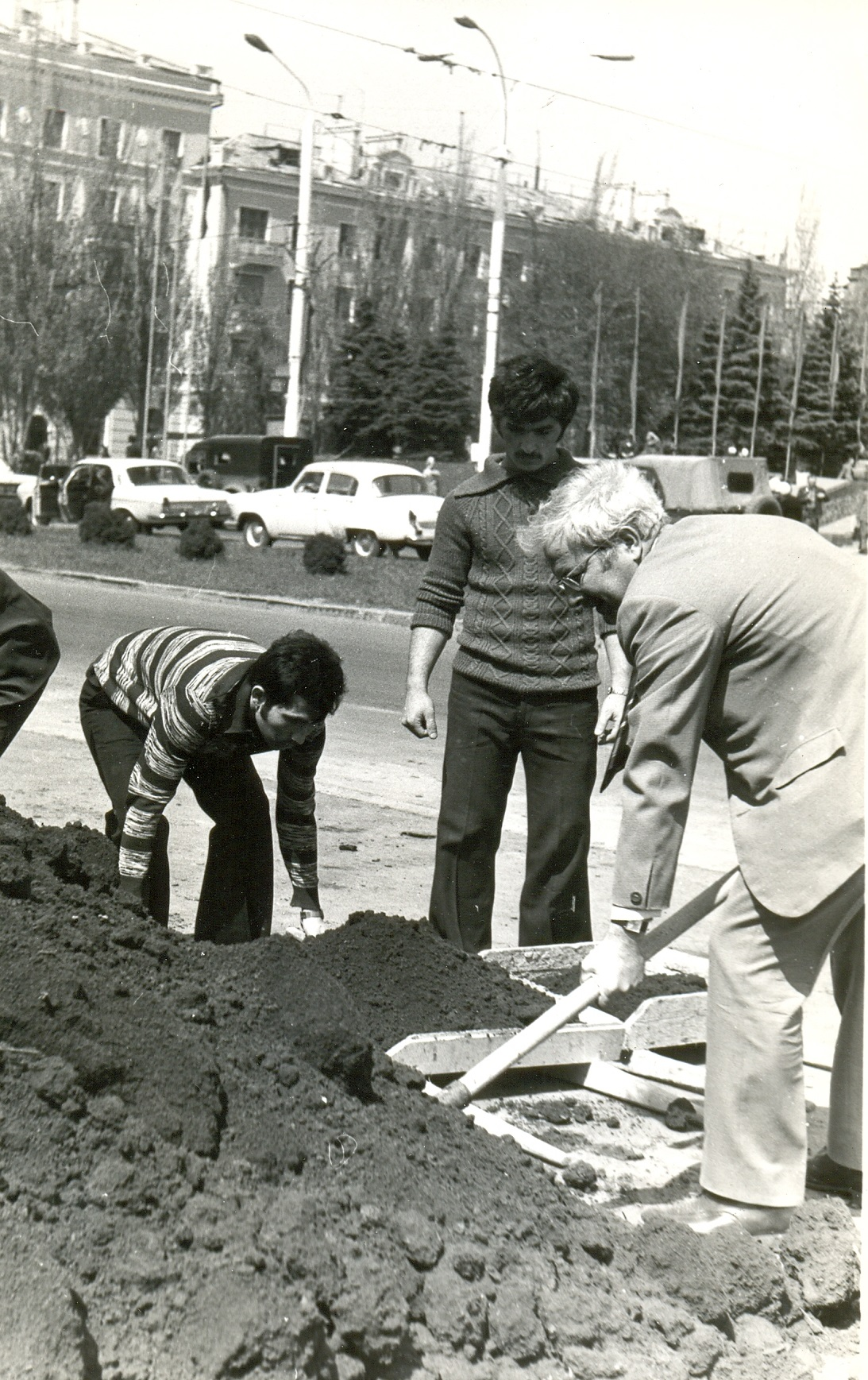
Travaux d'un soubbotnik dans l'espace public, années 1970.

## Chronologie

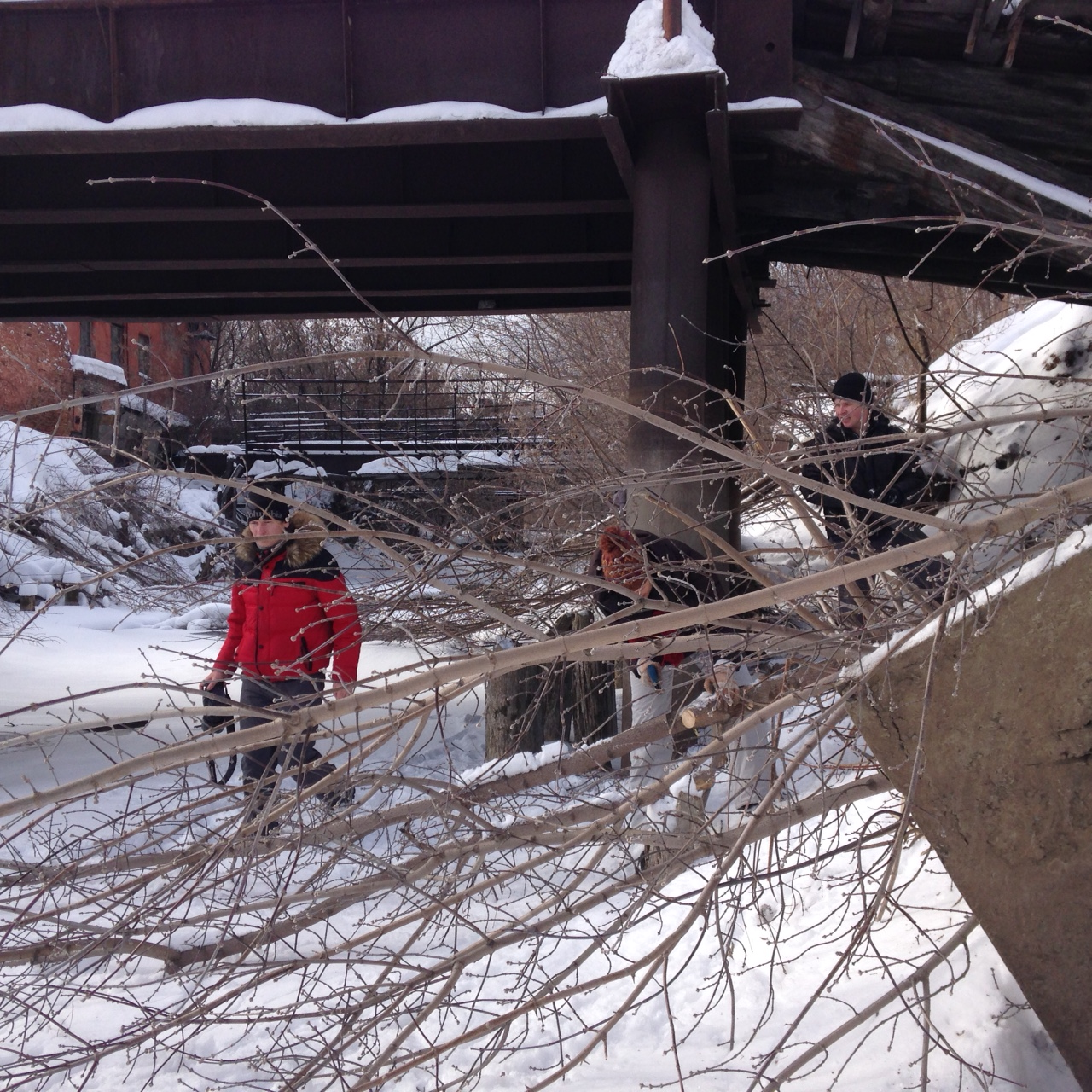
Soubbotnik (nettoyage des rives de la rivière Barnaulka de la prolifération des érables) sur le territoire de l'ancienne fonderie d'argent de Barnaoul, le 13 février 2016

- Le 12 avril 1919, quinze ouvriers communistes et sympathisants continuèrent bénévolement le travail après leur journée normale au dépôt de la ligne de chemin de fer Moscou-Kazan. Ils s'attelèrent à la réparation de trois locomotives qui furent remises en état pendant la nuit. Au matin, les machines étaient prêtes et purent servir immédiatement à transporter vers le front est (on était en pleine guerre civile) des détachements de soldats rouges de Moscou et de Pétrograd[13],[14].
- Le 10 mai 1919 fut le premier samedi d'arrondissement, auquel participèrent deux cent cinq personnes. Réparation et préparation de quatre locomotives, seize wagons, chargement et déchargement de trains.
- Le 1er mai 1920, c'est le premier soubbotnik de masse organisé à l’échelle de la Russie tout entière, auquel Lénine participe ainsi que plus de 425 000 personnes[13].
- À partir des années 1970, les autorités soviétiques organisent systématiquement un soubbotnik[1]
  - aux alentours du 22 avril, jour de la naissance de Lénine,
  - autour des dates de célébrations et commémorations[15] du pays,
  - à l’échelle de la région, du district, de la municipalité, du lieu de travail ou de l’immeuble d’habitation.
- En 1997, Alexandre Loukachenko rétablit la tradition des soubbotniki en Biélorussie[1].
- En avril 2003, les membres de l’Association des étudiants biélorusses de l'université de Grodno refusent de participer au soubbotnik national prévu pour le 19 avril où le recteur Maskevitch a ordonné d’organiser le nettoyage du campus, afin de souligner le caractère contraignant et illégitime de ces pratiques[16].

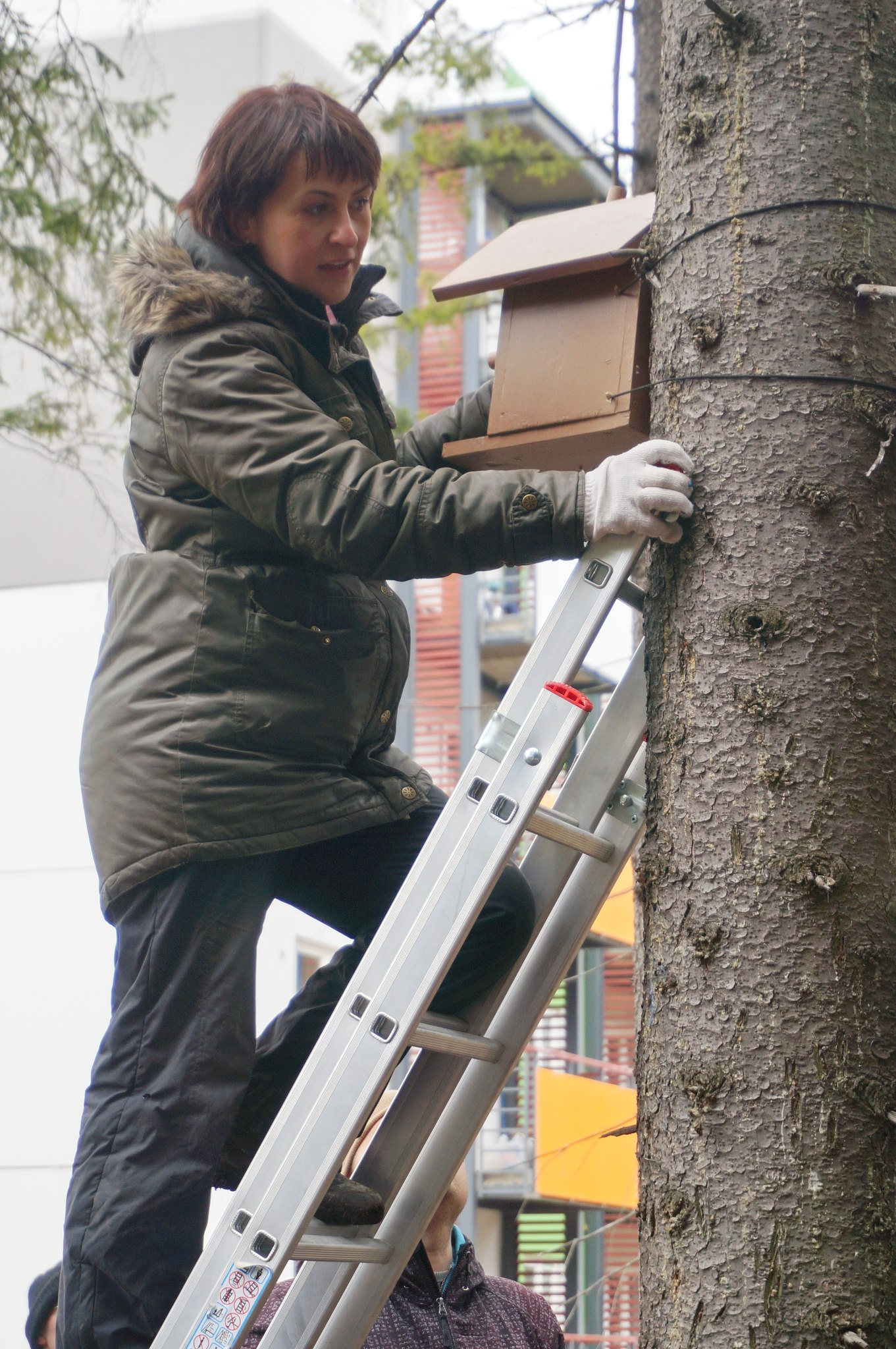
La femme politique russe Galina Chirshina accroche un nichoir lors d’un soubbotnik (indiqué « journée de travail communautaire ») dans une forêt préservée à Petrozavodsk, avril 2015

- La femme politique russe Galina Chirshina accroche un nichoir lors d’un soubbotnik (indiqué « journée de travail communautaire ») dans une forêt préservée à Petrozavodsk, avril 2015En avril 2004, le maire de Moscou Iouri Loujkov plante un arbre dans le parc de Prireny lors d’un soubbotnik[17].
- Le 22 avril 2007, 400 000 habitants de la région de Primorié auraient participé à un soubbotnik[18].
- Le 19 avril 2008, plus de trois millions cinq cent mille personnes auraient participé au soubbotnik organisé par les autorités biélorusses (pour une population d’environ dix millions d’habitants)[19].
- Le 26 avril 2014, tous les parcs de Moscou sont le théâtre d'un soubbotnik (indiqué « action solidaire ») pour nettoyer ces espaces publics[20].
- En avril 2015, la municipalité de Moscou organise un soubbotnik dans différents quartiers de la ville[21].
- Du 20 avril au 20 mai 2019, le festival pan-russe Subbotnik Green Spring 2019 et la Société russe pour la conservation de la nature, appuyés par les employés de Gazprom Transgaz Stavropol LLC, permettent aux volontaires de nettoyer 60 hectares de terre et de recueillir 90 tonnes de déchets[22].

## Remarque
En Biélorussie postsoviétique, il est désigné « par soubbotnik tout travail « volontaire » requis sur les lieux de travail ou d’habitation, même s’il n’est pas effectué le samedi ».

## Anecdote
- Dans le film Cerise, l'actrice principale est filmée en train de consulter la présente page de Wikipédia francophone.